# Publius Nonius Asprenas (Konsul 38)
Publius Nonius Asprenas (vollständiger Name wohl Publius Nonius Asprenas Calpurnius Serranus; gestorben wohl 41) war ein römischer Senator in der frühen Kaiserzeit und Konsul im Jahr 38.

## Name
Publius Nonius Asprenas war mit seinem Amtskollegen Marcus Arruntius Aquila Iulianus ordentlicher Konsul des Jahres 38. Die beiden Konsuln amtierten jedoch nur bis zum 1. Juli des Jahres, als sie von den Suffektkonsuln Servius Asinius Celer und Sextus Nonius Quintilianus abgelöst wurden. Da die Römer Jahre durch Nennung der ordentlichen Konsuln eines Jahres als eponyme Beamte angaben, begegnet Publius Nonius Asprenas relativ häufig in lateinischen Inschriften, selten hingegen in der römischen Geschichtsschreibung. In den Inschriften wird er fast ausschließlich P(ublius) Nonius Asprenas, in einer griechischen Inschrift aus Pompeji auch Πούπλιος Νώνιος Ἀσπρήνας genannt. Lediglich in einer Inschrift ist der Name eventuell auf P(ublius) N(onius) verkürzt. In den literarischen Quellen wird hingegen zwischen Nonius Asprenas, Publius Nonius oder nur Asprenas variiert.

## Familie
Über Abstammung und Werdegang des Nonius Asprenas ist durch direkte Überlieferung wenig bekannt. Im Index zu Cassius Dios Buch 59 der Römischen Geschichte wird sein Name mit P(ublius) Nonius M(arci) f(ilius) Asprenas (im griechischen Original Π. Νώνιος Μ. υἱ. Ἀσπρήνας) angegeben. Der Index ist die einzige Quelle des Vaternamens Marcus. Ladislav Vidman und andere halten dieses Praenomen des Vaters im Index für einen der Überlieferungsfehler, denn es gibt keine Marci unter den Nonii Asprenates. Auch an anderer Stelle sind solche Fehler nachweisbar. So nennt der Index zu Buch 55 den Konsul des Jahres 8, Sextus Nonius Quintilianus, Sohn des Gaius, obwohl dessen Vater, Schwager des Varus und in augusteischer Zeit durch einen Giftprozess aufgefallen, Lucius Nonius Asprenas war. Publius Nonius Asprenas wird mittlerweile vielmehr als Sohn des Lucius Nonius Asprenas, Konsul des Jahres 6, und der Calpurnia, Tochter des Lucius Calpurnius Piso Pontifex, angesehen. Grundlage ist eine nicht näher datierte Inschrift aus Rom, die zu Ehren Calpurnias gesetzt wurde:
| Calpurniae Asprenatis L(uci) Pisonis [f(iliae)], matri L(uci) Noni Asprenatis et Asprenatis Cal purni Ser[r]ani et Asprenatis Calpurni Torquati | „Der Calpurnia Asprenas des Lucius Piso [Tochter], der Mutter des Lucius Nonius Asprenas und des Asprenas Cal- purnius Ser[r]anus und des Asprenas Calpurnius Torquatus“ |

Publius Nonius Asprenas wird mit dem mittleren der genannten Söhne identifiziert und sein vollständiger Name mit Publius Nonius Asprenas Calpurnius Serranus angesetzt. Seine Brüder waren Lucius Nonius Asprenas, Suffektkonsul 29, und Nonius Asprenas Calpurnius Torquatus, der nach einem Unfall bei den ludi Troiani von Augustus einen goldenen torques geschenkt bekam und fortan den vererbbaren Namen Torquatus führen durfte. Ladislav Vidman möchte in Asprenas Calpurnius Serranus den Vater oder Vorfahre des Publius Nonius Asprenas Caesius Cassianus, Suffektkonsul im Jahr 74 oder 75, sehen. Dass er mit dem vom älteren Seneca mehrfach genannten Rhetor Publius Nonius Asprenas identisch ist, lässt sich nicht beweisen.

## Ermordung Caligulas
Verbunden ist der Name des Publius Nonius Asprenas insbesondere mit den Geschehnissen um die Ermordung des Kaisers Caligula im Jahr 41. Der bei Flavius Josephus in seinem Bericht der Ereignisse genannte Asprenas wird zumeist mit dem Konsul 38 identifiziert. In den Jüdischen Altertümern zählt ihn Josephus zum Kreis der Verschwörer, womit er entweder einer seiner Quellen folgt oder den Schluss aus dem Ende des Asprenas zieht. Während eines von Caligula durchgeführten Opfers wurde Asprenas mit Blut bespritzt: „Das gab dem Gajus [= Caligula] Anlass zum Lachen; für Asprenas aber war es eine böse Vorbedeutung, weil er gleichzeitig mit Gajus umkam.“
An der Tötung des Kaisers selbst war Asprenas – im Gegensatz zu seinem Mitkonsul des Jahres 38, Marcus Arruntius Aquila Iulianus, der möglicherweise sogar den tödlichen Stoß ausgeführt hatte – nicht beteiligt. Doch wurde er von den wütenden germanischen Leibwächtern Caligulas als einer der ersten aus Rache getötet und enthauptet.